# Wilber Venegas Torres
Wilber Fernando Venegas Torres (Anccohuayllo, Apurímac; 29 de julio de 1961) es un administrador y político peruano. Fue gobernador regional de Apurímac desde el 1 de enero de 2015 hasta el 31 de diciembre de 2018.

## Biografía
Wilber Venegas nació en Anccohuayllo, siendo hijo de Amador Venegas y Juana Torres.
Hizo sus estudios primarios en I.E 54182 Uripa en Anccohuayllo y secundarios en el C.S.M Rahindranhad Taore en Lima, posteriormente, culminó sus estudios de Administración en la Universidad del Pacífico (Perú).
En 2014 postula a las elecciones regionales para la presidencia regional de Apurímac con el Movimiento Independiente Fuerza Campesina Regional. En la primera vuelta, celebrada el 5 de octubre quedó en el segundo lugar de las preferencias electorales, detrás del candidato Michael Martínez.
Al no haber alcanzado ninguno de los candidatos el 30% de los votos emitidos, Martínez y Venegas compitieron en segunda vuelta por la presidencia regional. El 7 diciembre fue elegido presidente de la región Apurímac en la segunda vuelta de las elecciones regionales con el 59.38 % de los votos válidos (105,042 votos) para el periodo 2015-2018.